# Höllgrotten

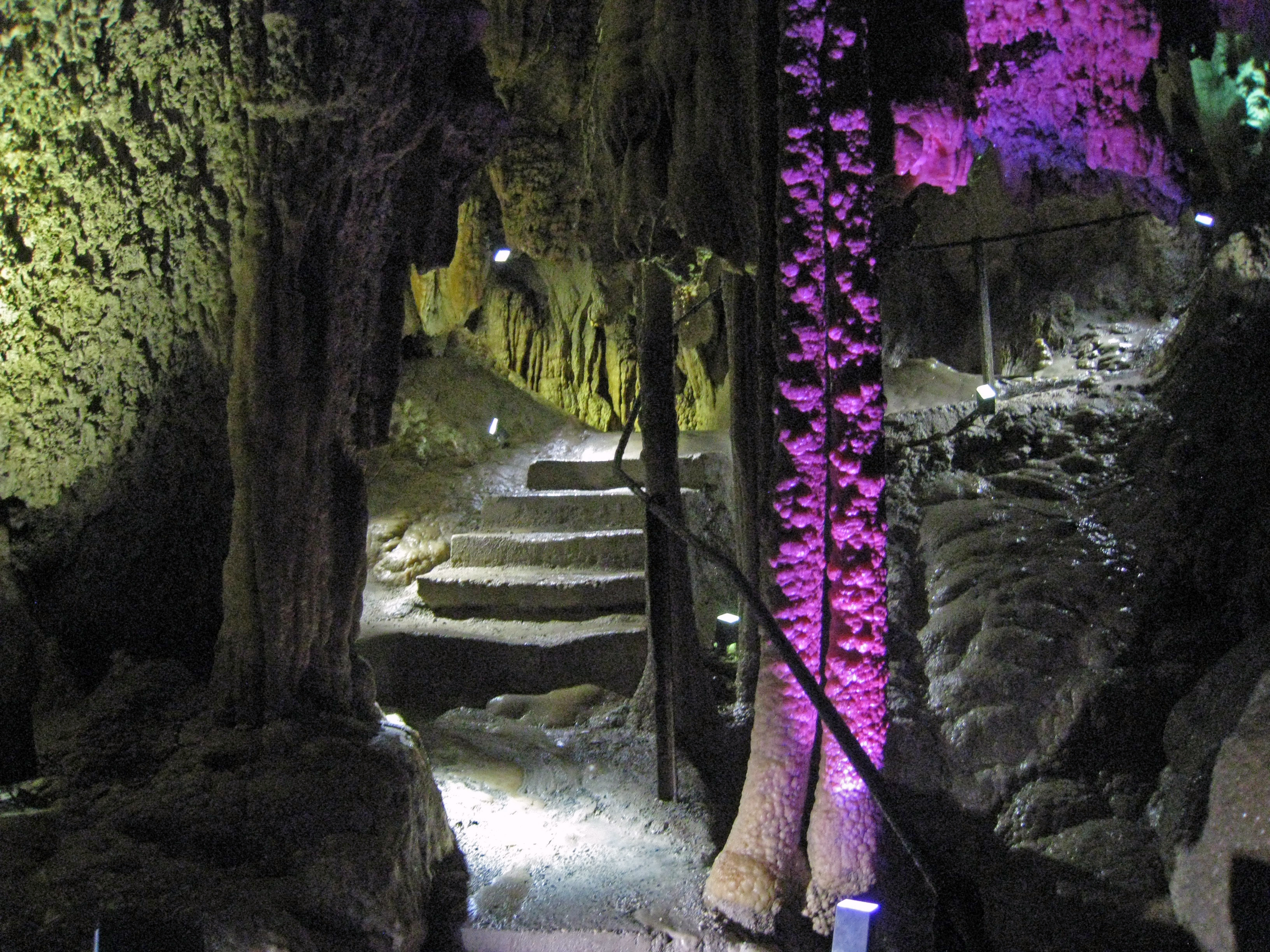
Kalkablagerungen in der Höhle

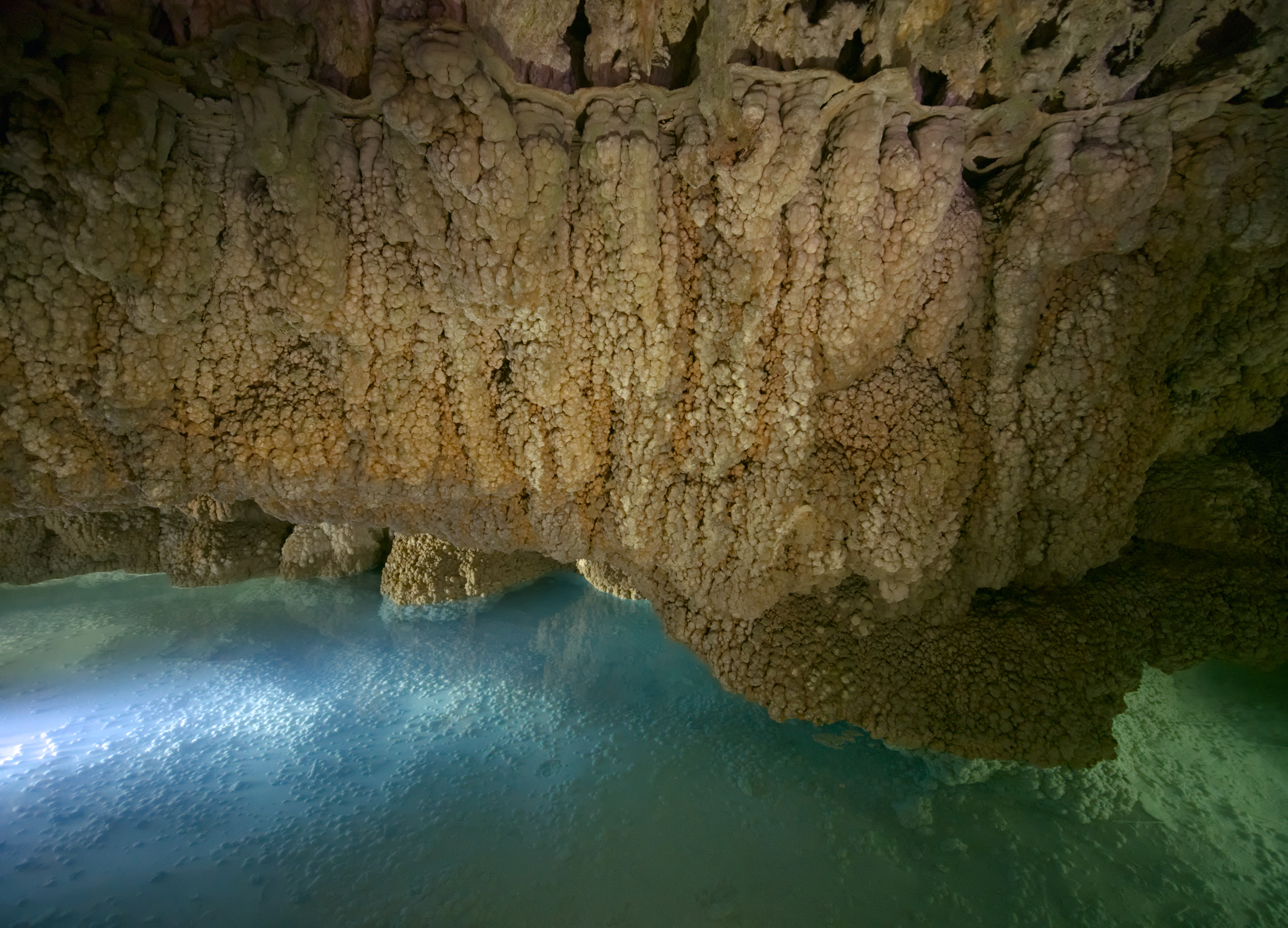
Beleuchteter See mit Kalkablagerungen in der unteren Höhlenhälfte

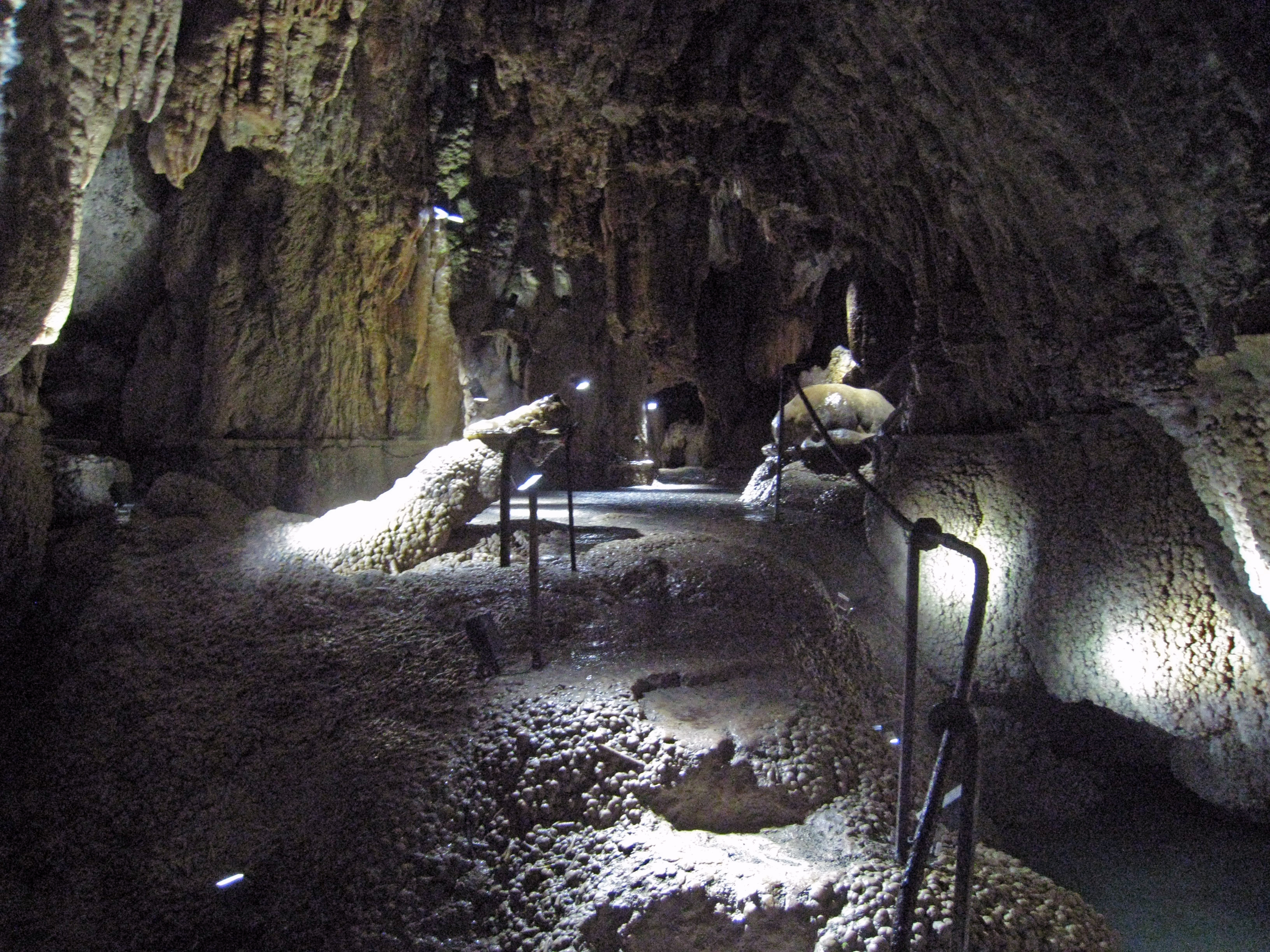
Verkalkter Baumstamm «Krokodil» in der unteren Höhlenhälfte

Die Höllgrotten sind ein Verbund von Tropfsteinhöhlen im Lorzentobel in der Nähe von Baar im Kanton Zug in der Schweiz. Die Höhlen weisen kleine Seen, Stalaktiten, Stalagmiten und Stalagnate in den verschiedensten Farben auf. Jede Höhle hat ihr eigenes Bild. In der Wurzelgrotte im oberen Teil der Höhle sind inkrustierte Baumwurzeln zu sehen.

## Name
Die Einheimischen nennen das Gebiet seit jeher «Höll», was ursprünglich von «Hell» kam, weil es eine «Waldlichtung im Lorzentobel» meinte. Allmählich erhielt «Höll» seine heutige Bedeutung, weil das Tobel entlegen und zuweilen finster war. Pfarrer Johann Josef Zehnder von Neuheim versuchte der Bevölkerung um 1860 den Namen «Höll» vergebens auszureden. Als dann 1863 die Grotten entdeckt wurden, schien vollends klar, dass hier dämonische Kräfte am Werk gewesen sein mussten. Beim Anblick der Tropfsteingebilde dachten die Leute eher an magische, zauberhafte Kräfte.

## Geschichte
Die Höllgrotten unterscheiden sich von allen anderen Tropfsteinhöhlen der Welt. Andere Grotten entstanden in massivem Felsuntergrund durch unterirdisch abfliessendes Wasser, was jeweils Millionen Jahre dauerte. Die Höllgrotten hingegen bildeten sich an der Oberfläche in der vergleichsweise kurzen Zeit von rund 3000 Jahren.

### Höhlenbildung
Gletscherflüsse aus dem Ägerital bildeten nach dem Ende der letzten Eiszeit, vor rund 18 000 Jahren, einen Einschnitt, der schliesslich tief in den Felsuntergrund hinabreichte: das Lorzentobel.
Das Wasser, das im viereinhalb Kilometer bergaufwärts liegenden Moorgebiet Neugrund in Menzingen versickerte, löste auf seinem zehn Jahre dauernden unterirdischen Weg viel Kalk und trat an der Stelle, wo sich heute die Höllgrotten befinden, in grossen Quellen aus den Tobelflanken aus. Das oberflächlich abfliessende, kalkreiche Quellwasser setzte beim Austritt im Hangbereich grosse Mengen von Kalk ab und baute zwischen 8500 und 5500 Jahren vor heute einen riesigen, rund 30 m hohen, 50 m tiefen und 200 m langen Quelltuffberg auf.
Wenn stark kalkhaltiges Quellwasser austritt, verkalken an der Oberfläche Moospölsterchen, Farne, Zweiglein, Blätter und Sand – Quelltuff entsteht, ein sogenannt sekundäres Gestein. (Dieser Vorgang kann noch heute beobachtet werden, wenn man von Baar herkommend an den Grotten vorbei wenige hundert Meter bergaufwärts geht. Die Stelle ist beschildert.)
Der Tuffstock wuchs immer weiter ins Bett des Flüsschens Lorze hinaus, worauf dieses den Hang unterspülte. Es bildeten sich nischenartige Höhlungen und überhängende Partien. An einer Stelle kam es zum Einsturz, das herabsackende Gestein schloss im Bereich des heutigen Höhleausgangs einen Hohlraum ein. Die restlichen Teile der Höhlen wurden allmählich eingeschlossen: Austretendes Quellwasser bildete Vorhänge aus Wurzeln und Moos, die rasch wuchsen und versteinerten. In den derart entstandenen Höhlen hinter dem Tuffvorhang kam es zur Tropfsteinbildung.

### Entstehung der Tropfsteine
Kalkhaltiges Wasser sickerte durch den porösen Tuff in den Hohlraum der Grotten, worauf sich durch sogenannte Kalkausfällung Tropfsteine bildeten. Beim Abtropfen des Wassers von der Decke entstanden die hängenden Stalaktiten, beim Auftropfen auf den Boden die emporragenden Stalagmiten. An den Wänden sind Kalksinterfahnen aus feinkristallinem Travertin zu sehen, entstanden durch das stete Herabrieseln von Quellwasser.
Die Säulen im «Zauberschloss» sind Stalaktiten, die sich gegen unten hin verdickt haben. In der «Wurzelgrotte» sind versteinerte Wurzeln zu sehen: Weil die Höhlendecke hier nur rund zwei Meter dick ist, drangen die Wurzeln einzelner Bäume, vor allem von Bergahornen, bis in die Grotte vor; diese Luftwurzeln nahmen Feuchtigkeit aus der Luft auf und führten sie dem Baum zu. Inzwischen sind sie versteinert.
Über Jahrtausende enthielten die Höllgrotten einen Höhlensee mit stabilem Pegelstand. Noch heute lässt sich an einem horizontalen Gesimse an den Wänden deutlich ablesen, wo die Wasseroberfläche lag. Darüber ist lamellenartiges Gestein zu sehen (sogenannte Kalksinterfahnen), unter dem damaligen Wasserspiegel lagerte sich der Kalk traubenförmig ab.

### Trockenlegung
Bereits 1888 wurden die Quellen, die den Tuffkörper in der Höll geformt und zur Grottenbildung geführt hatten, durch die Spinnerei an der Lorze in einem Stollen gefasst. Damit wurde der Tuffsteinberg trockengelegt, die Tropfsteinbildung kam zum Stillstand. Seit 1904 wird das qualitativ vorzügliche Quellwasser aus der sogenannten Kohlboden-Quellfassung dem Trinkwassernetz der Stadt Zürich zugeführt. Die sehr ergiebige Quelle liefert 4000 bis 6000 Liter pro Minute. Auf starken Niederschlag reagiert sie mit einer Verzögerung von einem halben Jahr. Volle zehn Jahre aber verfliessen, bis das Wasser seinen Weg vom Einsickerungsgebiet bis zur Quelle zurückgelegt hat.
Eine Grotte braucht jedoch Feuchtigkeit; die Steingebilde werden seit der Fassung der Quelle künstlich berieselt, damit sie nicht brüchig werden. Die Temperatur in der Grotte beträgt sommers und winters stabil rund 10° Celsius.

## Entdeckung
Der im Lorzentobel abgelagerte Tuff, leicht und porös, liess sich gut schneiden und wurde im 19. Jahrhundert zu Bauzwecken abgebaut, etwa zur Auskleidung des Eisenbahntunnels bei Bonstetten im Knonaueramt. Im Zug dieser Arbeiten wurde 1863 die erste Grotte entdeckt. Sie war wegen der unterirdischen Seen schwer zugänglich. Der Tuffabbau wurde gestoppt, damit die Grotte erhalten blieb.
1885 ordnete der Sohn des Entdeckers, Ständerat Josef Leonz Schmid, den Bau eines Stollens an, um den Höhlensee in die Lorze zu entwässern. Seit 1887 sind die Höllgrotten öffentlich zugänglich; 1892 und 1902 wurden weitere Teile der Grotten entdeckt. Ständerat Schmid kaufte die angrenzenden Grundstücke, damit er 1903 sämtliche Höhlen zusammenführen und das Grottensystem für die Nachwelt erhalten konnte.
Im Jahr 1917 wurde zwischen der unteren und der rund 40 Meter weiter oben gelegenen Höhlengruppe ein künstlicher Verbindungsstollen geschaffen, sodass die gesamten Höllgrotten heute in einem Rundgang besichtigt werden können. Seit Frühjahr 2012 werden die Grotten mit LED-Technik neu beleuchtet. Dadurch wird die Formen- und Farbenvielfalt des Gesteins für die Besucher erstmals in allen Nuancen sichtbar.